# استوديوهات التراث الماليزي
استوديوهات التراث الماليزي، المعروفة سابقاً بإسم حديقة ماليزيا المصغرة وحديقة الثقافات الاَسيوية، هي حديقة ترفيهية تقع في أيير كيرو في ولاية ملقا بماليزيا. تنقسم الحديقة إلى قسمين: قسم ماليزيا المصغرة الذي تم افتتاحه في 17 يوليو 1986، ويعرض المنازل التقليدية من جميع ولايات ماليزيا، وقسم اَسيان المصغر الذي تم افتتاحه في 3 سبتمبر 1991 ويعرض المنازل التقليدية من جميع الدول الأعضاء في رابطة دول جنوب شرق اَسيا.
في 19 ديسمبر 2022 تم تجديد حديقة ماليزيا المصغرة ومنتزه الثقافي الاسياني وأُعيد افتتاحها بإسم استوديوهات التراث الماليزي. تم تحويل كل منازل ماليزيا المصغرة إلى معارض فنية ومتاحف، بينما تحول المركز إلى معرض للمخلوقات الأسطورية من الثقافة الماليزية والفولكلور المحلي، مثل طائر الجارودا. تم الإفتتاح الرسمي لاستوديوهات للتراث الماليزي في 5 فبراير 2024.

## أقسام الحديقة
ماليزيا المصغرة
- منزل برليس ذو السقف الطويل
- منزل بينانغ ذو السقف الطويل
- منزل كيدا ذو السقف الطويل
- منزل بيراك ذو السقف الطويل
- منزل سيلانجور ذو السقف الطويل
- منزل نيجري سيمبيلان ذو السقف الطويل
- منزل ملقا ذو السقف الطويل
- منزل جوهور ذو الخمسة أسطح
- منزل كيلانتان ذو السقف الطويل
- منزل ترينجانو ذو الخمسة أسطح
- منزل باهانغ ذو السقف الطويل
- منزل صباح التقليدي

- منزل سراواك التقليدي

الاَسيان المصغرة
- المنزل التقليدي في تايلاند
- المنزل التقليدي في الفلبين
- المنزل التقليدي في بروناي
- المنزل التقليدي في إندونيسيا
- المنزل التقليدي في سنغافورة
- المنزل التقليدي في فيتنام
- المنزل التقليدي في ميانمار
- المنزل التقليدي في كمبوديا
- المنزل التقليدي في لاوس